# 아코 사건

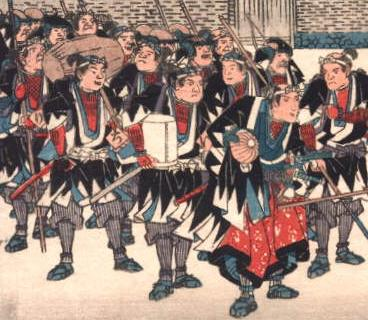
아코 낭인 (우타가와 히로시게의 그림)

겐로쿠 아코 사건(일본어: 元禄赤穂事件)은 에도 시대 중엽 아코번의 낭사(일본어: 浪士)들이 기라 요시나카와 기라 가문을 대대로 섬기며 호위하는 무사들을 집단 살해한 사건이다.
겐로쿠 아코 사건은 《주신구라》(일본어: 忠臣蔵)으로도 널리 불리지만, 이 명칭은 해당 사건을 소재로 한 가부키와 닌교조루리(일본어: 人形浄瑠璃)의 《가나데혼 주신구라》(일본어: 仮名手本忠臣蔵)를 전체에 걸쳐 통용하는 명칭이다.
겐로쿠 14년 음력 3월 14일(1701년 4월 21일), 하리마국 아코 번의 영주 아사노 나가노리 가 고케(일본어: 高家) 하타모토(일본어: 旗本) 기라 요시나카에게 에도 성의 전중(殿中)에서 칼부림하기에 이른다. 아사노 나가노리는 전중에서 칼을 꺼낸 죄로 같은 날 할복하고 아코 번은 개역(改易)되었다.